# Tempietto Barbaro
Le tempietto Barbaro est un petit temple situé à Maser, commune de la province de Trévise en Vénétie (Italie), conçu par l'architecte Andrea Palladio.

## Historique
À la fin de sa vie et à proximité immédiate de la villa homonyme, Palladio érige un tempietto, dont la fonction est double ; il est la chapelle de la villa et l'église paroissiale du bourg de Maser.

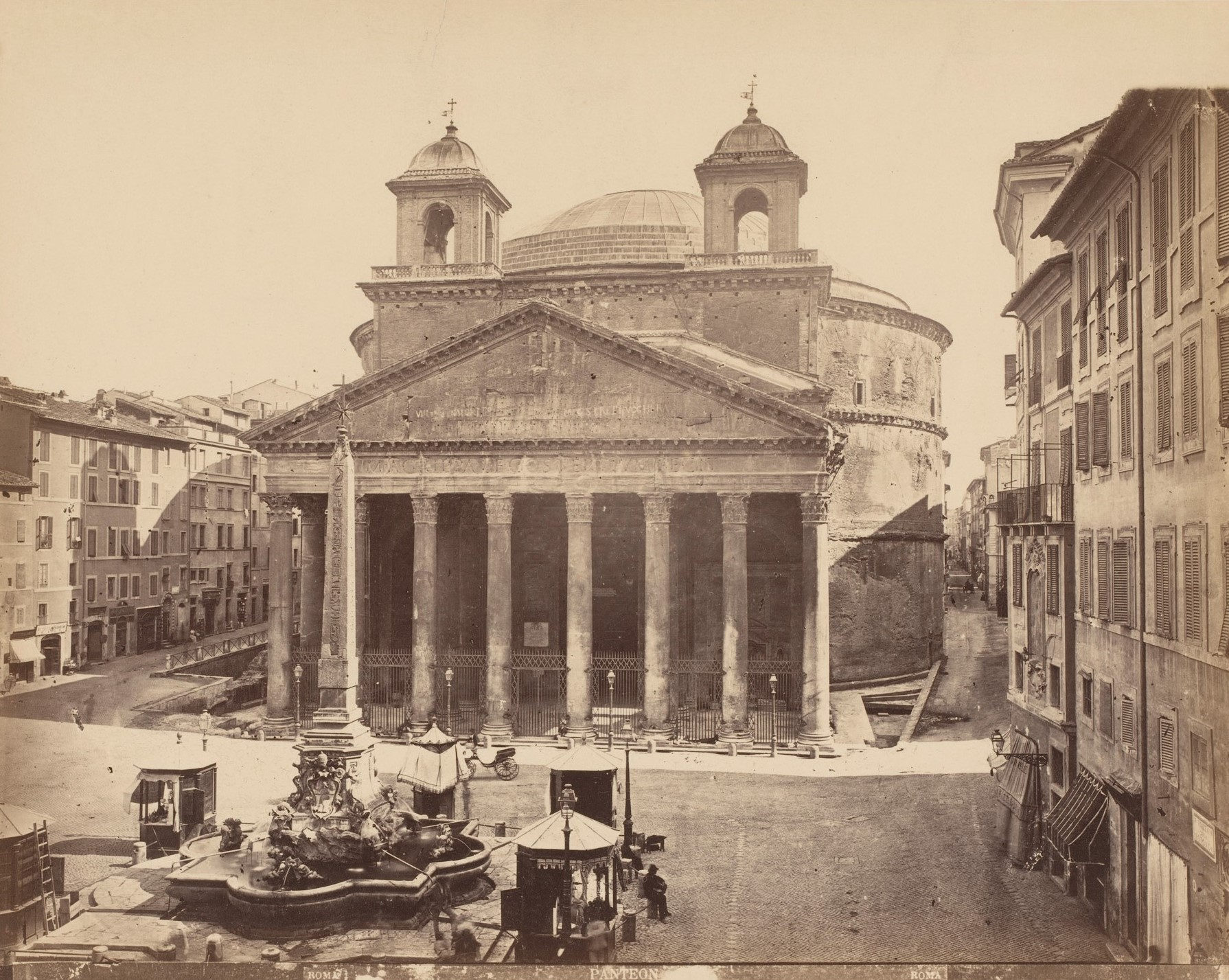
Le Panthéon de Rome dans la 2nde moitié du XIXe siècle, quand il était encore affublé de ses deux clochetons, démontés en 1883.

La date du début de la construction n'est pas exactement connue. Sur la frise, sont gravés l'année 1580, les noms et du patron, Marcantonio Barbaro, et de Palladio. Avec le Teatro Olimpico, le tempietto est la dernière œuvre de Palladio, mort à Maser, selon la tradition.
Les modèles de référence de cet édifice religieux sont évidemment le Panthéon, mais aussi la reconstruction proposée par Palladio lui-même du temple de Romulus situé via Appia. En même temps, il est possible que dans ce tempietto convergent les réflexions palladiennes pour la solution à plan central du projet pour l'église du Rédempteur de Venise, abandonnées en faveur de la variante longitudinale, mais défendues personnellement par Marcantonio Barbaro.
Le plan de l'édifice est innovant, car il combine deux formes de la construction à plan central, un cercle et une croix grecque. Quatre puissants piliers servent à contrebuter la coupole, qui apparaît directement inspirée par celle du Panthéon et donc de l'architecture antique, à la différence de celle de la basilique San Giorgio Maggiore de Venise et de l'église du Rédempteur.

## Description
Sur la façade, qui devait, à l'origine, probablement donnée sur une placette, un portique se greffe avec une certaine raideur ; constitué de deux piliers latéraux encadrant 4 colonnes d’ordre corinthien, il est surmonté d’un fronton triangulaire. Au-dessus de ce dernier, deux clochers accentuent le mouvement d'élévation vers la coupole et sa lanterne, qui couronnent l'édifice.
La silhouette de l'ensemble constitué des deux clochers, de la coupole et de la lanterne a une certaine ressemblance avec celle de l'Église des Zitelle, située à Venise, à l'extrémité orientale de l'île de la Giudecca.
À l’intérieur et avec son plan centré, l'église est une rotonde et elle présente 4 pans de murs, ornés de niches à statue et rythmés par deux demi-colonnes ; elles soutiennent une corniche de trois listels plats qui délimitent la structure de l'édifice. L’intervalle entre chaque mur est percé de profondes niches rectangulaires, tandis que la transition vers l'arrondi du dôme est assurée par une frise alternant têtes de putti et ramages, et par une arcade.
De nombreux spécialistes considèrent comme étrangère à Palladio la riche décoration en stuc de l'intérieur, due à Alessandro Vittoria et à son entourage. Elle est toutefois assez proche de celle réalisée à l'intérieur et à l'extérieur des palais palladiens des années 1570.
Entre autres, l'historien américain James Sloss Ackerman a ainsi qualifié l'intérieur de cette église :
« Cet enfant irrespectueux du Panthéon a plus en commun avec le rococo qu'avec l'architecture romaine. »
— James Sloss Ackerman, Palladio.

## Galerie

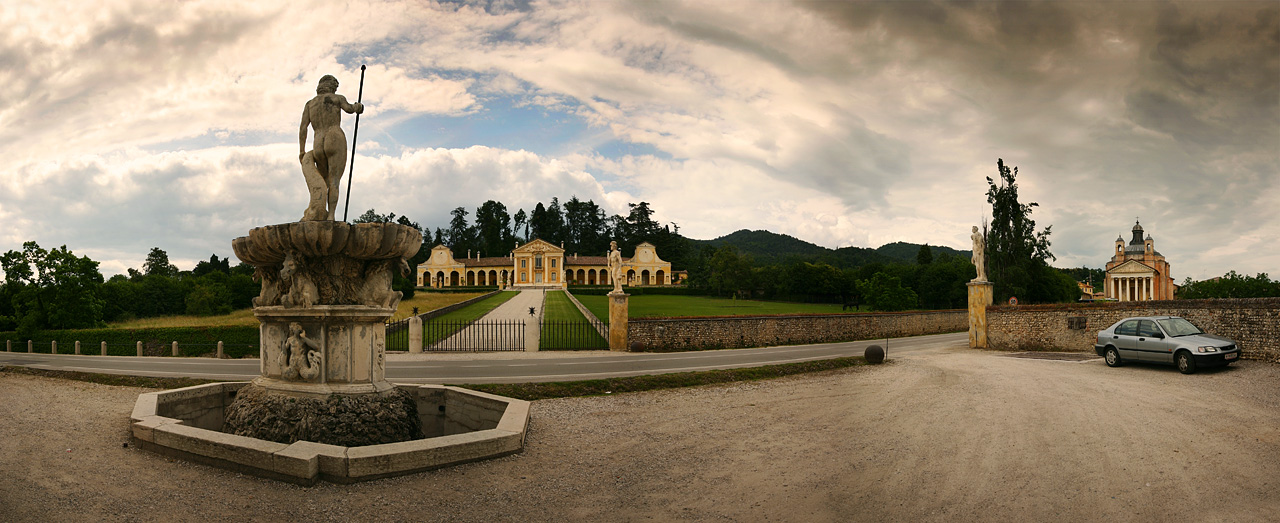
La villa Barbaro et le tempietto.

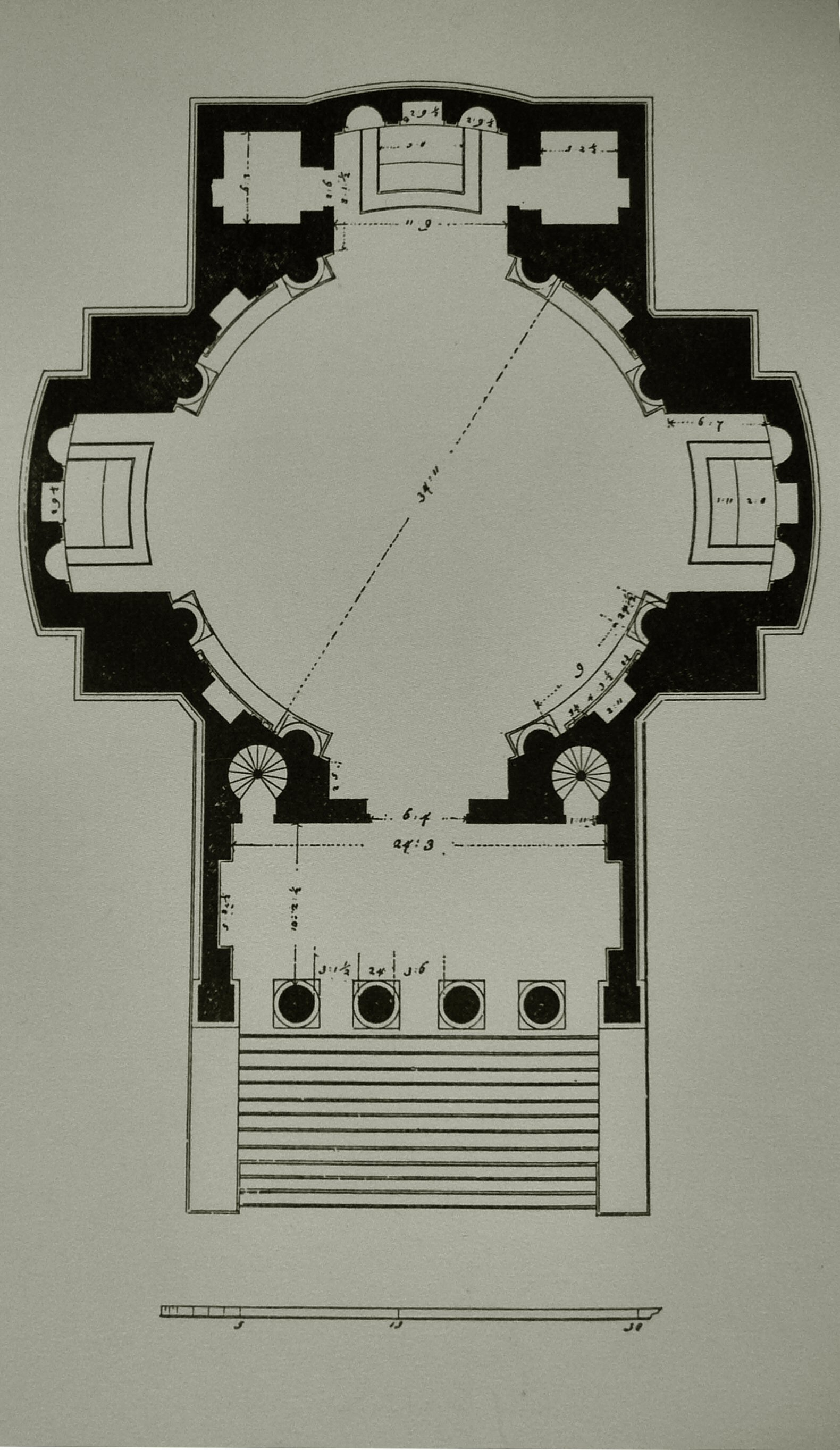
Plan dû à Ottavio Bertotti Scamozzi
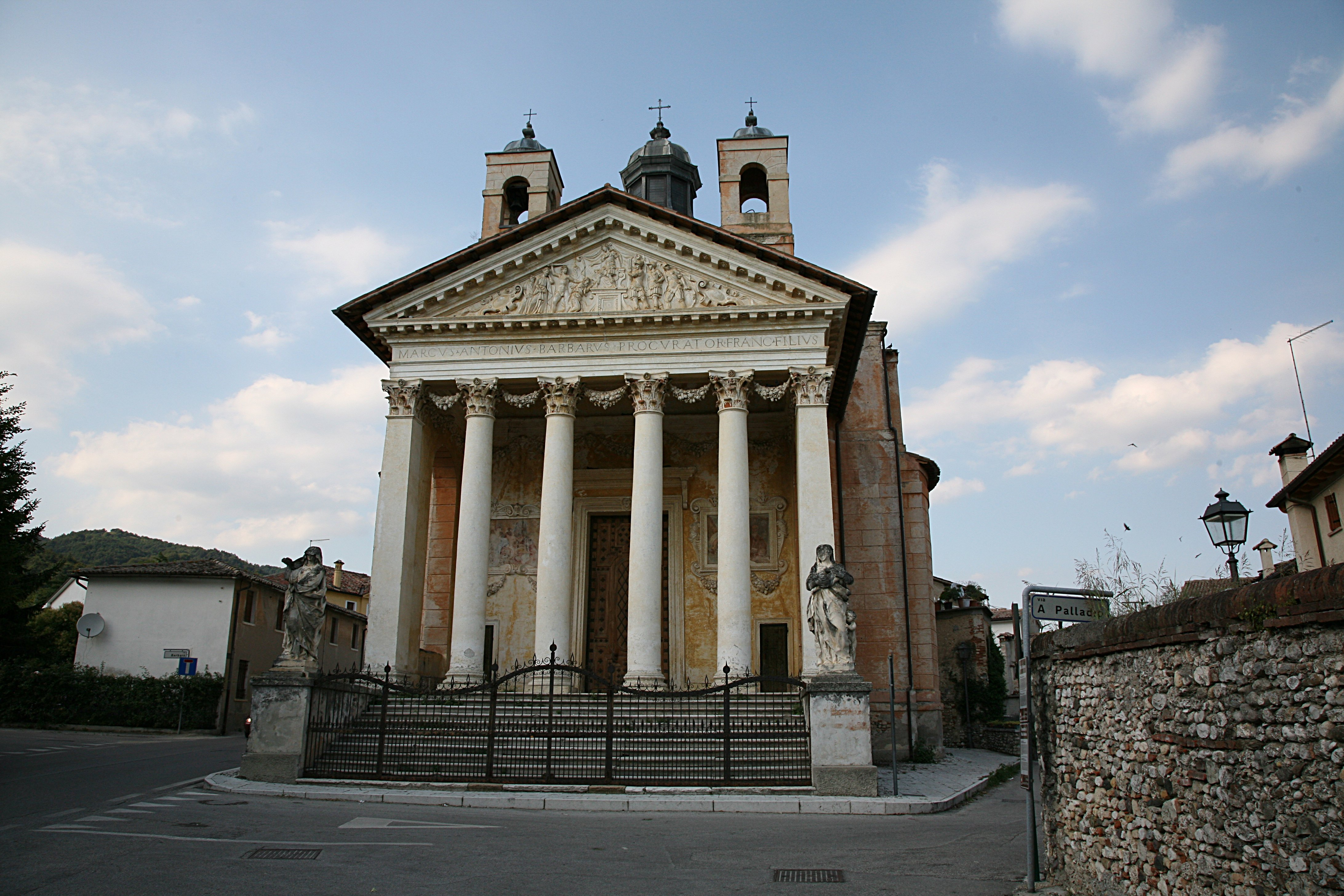
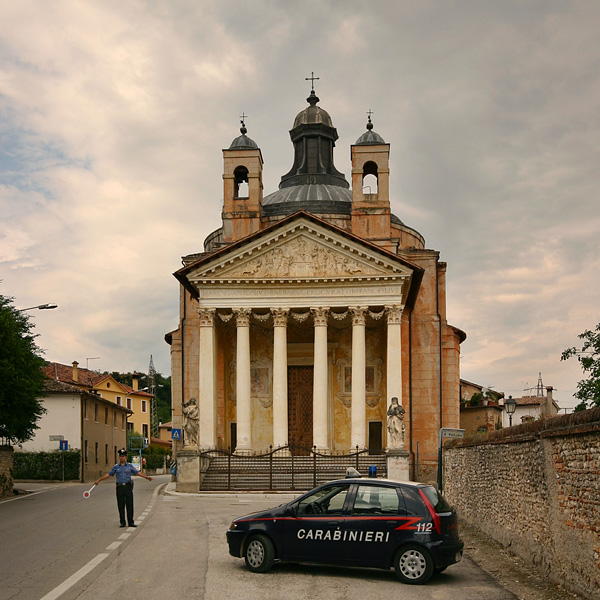
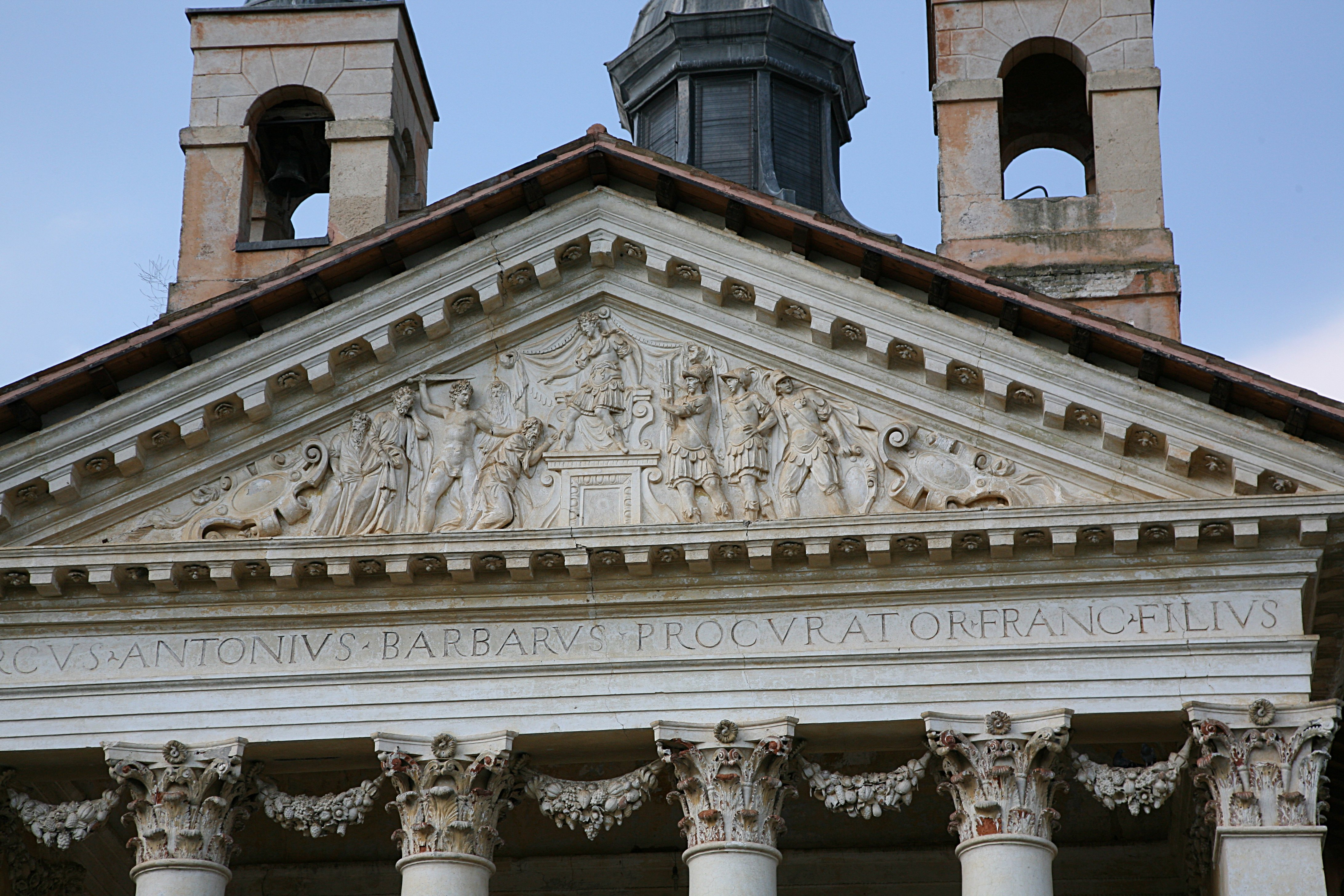
Détail du fronton